# Cissus palmatifida
Cissus palmatifida är en vinväxtart som först beskrevs av Bak., och fick sitt nu gällande namn av Jules Émile Planchon. Cissus palmatifida ingår i släktet Cissus och familjen vinväxter. Inga underarter finns listade i Catalogue of Life.